# Wim Van Est
Willem «Wim» van Est (Fijnaart, Brabante Septentrional, 23 de marzo de 1923-Roosendaal, 1 de mayo de 2003) fue un ciclista neerlandés.
Apodado «el superviviente del Aubisque» o «el milagro del Aubisque», fue el primer neerlandés en llevar el maillot amarillo en el Tour de Francia. Fue profesional de 1949 a 1965.

## Biografía
Antes de su carrera como ciclista, usó la bicicleta para pasar tabaco de contrabando siendo arrestado y pasando varios meses en la cárcel. Comenzó en el ciclismo en 1946, después de que un ciclista profesional le vio competir en una carrera local. Su primera victoria importante se produjo en 1950 en la Burdeos-París, la clásica más larga (550 km).
Al año siguiente, formó parte del equipo neerlandés en el Tour de Francia. En la 12.ª etapa Agen-Dax, se escapó con un pequeño grupo y ganó la etapa consiguiendo una ventaja de 19 minutos respecto al líder, lo que le permitió llevar el maillot amarillo. Fue el primer neerlandés en llevarlo.
Al día siguiente, defendiendo su posición de líder, Van Est descendía a toda velocidad el Col d'Aubisque cuando, debido a un pinchazo perdió el control de su bicicleta y cayó por un barranco de setenta metros de profundidad. A pesar de la caída salió prácticamente ileso, aunque tuvo que retirarse. Quería seguir en carrera, pero fue persuadido para ir al hospital. 
La marca de relojes Pontiac que era la marca que patrocinaba al equipo neerlandés, hizo una campaña publicitaria en la que Van Est decía: "He tenido una caída de setenta metros, mi corazón dejó de latir, pero mi Pontiac seguía funcionando... ".
En honor de Van Est, se inauguró una placa en el Aubisque que recordaba su caída. Wim van Est no sólo fue el primer neerlandés en vestir de amarillo, en 1953 también fue el primero en ganar una etapa en el Giro de Italia y vestirse de rosa.
En los siguientes años llevó el maillot amarillo de nuevo en 1955 y 1958, terminó octavo en 1957 y ganó dos etapas. También ganó dos veces más la Burdeos-París, dos títulos nacionales de carretera y cuatro títulos nacionales en persecución individual.
Sus hermanos Nico y Piet también fueron ciclistas profesionales.

## Palmarés

### Pista
1949
- 3.º en el Campeonato del Mundo en persecución individual
- Campeonato de Holanda en persecución individual

1950
- 2.º en el Campeonato del Mundo en persecución individual

1952
- Campeonato de Holanda en persecución individual

1953
- Campeonato de Holanda en persecución individual

1955
- 3.º en el Campeonato del Mundo en persecución individual
- Campeonato de Holanda en persecución individual

### Carretera
| 1949 - 1 etapa de la Vuelta a los Países Bajos - 2.º en el Campeonato de Holanda en ruta 1950 - Burdeos-París 1951 - 1 etapa del Tour de Francia - 2.º en el Campeonato de Holanda en ruta 1952 - Burdeos-París - Vuelta a los Países Bajos, más 2 etapas - Nokere Koerse - 2.º en el Campeonato de Holanda en ruta 1953 - Tour de Flandes - 1 etapa del Tour de Francia - 1 etapa del Giro de Italia - 1 etapa de A través de Flandes - Acht van Chaam - 2.º en el Campeonato de Holanda en ruta 1954 - Vuelta a los Países Bajos, más 3 etapas - Tres Días de Amberes - 1 etapa del Tour de Francia | 1955 - Omloop Mandel-Leie-Schelde - 2 etapas de la Vuelta a los Países Bajos 1956 - Campeonato de los Países Bajos en Ruta - 1 etapa de la Vuelta a los Países Bajos - 1 etapa de los Tres Días de Amberes 1957 - Campeonato de los Países Bajos en Ruta - 2 etapas de la Vuelta a los Países Bajos 1960 - 1 etapa de la Vuelta a los Países Bajos 1961 - Burdeos-París |

## Resultados en las grandes vueltas
| Carrera         | 1949 | 1950 | 1951 | 1952 | 1953 | 1954 | 1955 | 1956 | 1957 | 1958 | 1959 | 1960 | 1961 | 1962 | 1963 | 1964 |
| --------------- | ---- | ---- | ---- | ---- | ---- | ---- | ---- | ---- | ---- | ---- | ---- | ---- | ---- | ---- | ---- | ---- |
| Giro de Italia  | -    | -    | -    | -    | 13.º | 19.º | -    | -    | 16.º | -    | -    | 32.º | -    | -    | -    | -    |
| Tour de Francia | -    | -    | Ab.  | 17.º | 13.º | 16.º | 15.º | -    | 8.º  | 46.º | -    | 39.º | Ab.  | -    | -    | -    |
| Vuelta a España | -    | -    | -    | -    | -    | -    | -    | -    | -    | 23.º | -    | -    | -    | -    | -    | 17.º |
| Mundial en Ruta | -    | -    | 17.º | 13.º | -    | -    | -    | -    | 22.º | -    | -    | -    | -    | -    | -    | -    |

-: no participa

Ab.: abandono